# Barrio de Muñó
Barrio de Muñó település Spanyolországban, Burgos tartományban.  Lakosainak száma 32 fő (2024).

## Népesség
A település lakosságának változását az alábbi diagram mutatja:
| Lakosok száma | 35   | 32   | 30   | 30   | 35   | 32   | 33   | 33   | 32   | 32   |
|               | 2001 | 2004 | 2006 | 2009 | 2011 | 2014 | 2016 | 2019 | 2021 | 2024 |